# Henrique I de Orleães-Longueville
Henrique I de Orleães, Duque de Longueville (em francês:  Henri I de Orléans, Duc de Longueville); 1568 - Amiens, 8 de abril de 1595) foi um nobre e militar francês pertencente à Casa Orleães-Longueville.
Foi Grande Camareiro de França (em francês:  Grand Chambellan de France) de 1589 a 1595 sob o reinado de Henrique IV. 

## Biografia

### Família
Filho de Léonor de Orleães, Duque de Longueville (1540-1573) e de Maria de Bourbon, Duquesa de Estouteville e Condessa de Saint-Pol (1539-1601), sucede ao pai, em 1573, nos títulos da família entre os quais Duque de Estouteville, Príncipe de Châtelaillon, Conde soberano de Neuchâtel, Conde de Tancarville e de Valangin. Foi Par de França. 

### Casamento e descendência
A 1 de março de 1588, casa com Catarina Gonzaga (1568–1629), filha de Luís Gonzaga, Duque de Nevers e de Henriqueta de Nevers, de quem teve um filho que nasceu dois dias antes da sua morte:
- Henrique II Duque de Longueville.

### Carreira
Henrique foi governador da Picardia e derrotou as forças da Liga Católica chefiadas por Carlos, Duque de Aumale na batalha de Senlis, em Maio de 1589.
Quando o rei Henrique III foi assassinado, tempos depois, nesse ano, Longueville jurou fidelidade ao seu sucessor, Henrique IV, recebendo o comando das forças na Picardia tornando-se, então, Grande Camareiro de França.
Longueville morreu em consequência de um ferimento de uma salva de um mosquete, que celebrava a sua entrada em Dourlers. No entanto, outras versões dizem não se ter tratado de um acidente, mas sim de uma tentativa de assassinato organizada por Gabrielle d'Estrées ou por um marido ciumento.
O monumento funerário que lhe é dedicado e ao seu filho, foi esculpido pelo escultor François Anguier, e pode ser visto no Museu do Louvre.

### Literatura
Henrique de Longueville terá inspirado o personagem Longueville na comédia de William Shakespeare Love's Labour's Lost.

## Referência
1. ↑  em português:  Trabalhos de Amores Conquistados ou Canseiras do Amor em Vão

- Este artigo foi inicialmente traduzido, total ou parcialmente, do artigo da Wikipédia em inglês cujo título é «Henri I d'Orléans, duc de Longueville».